# Øvre Pasviks nationalpark

Øvre Pasvik Nationalpark

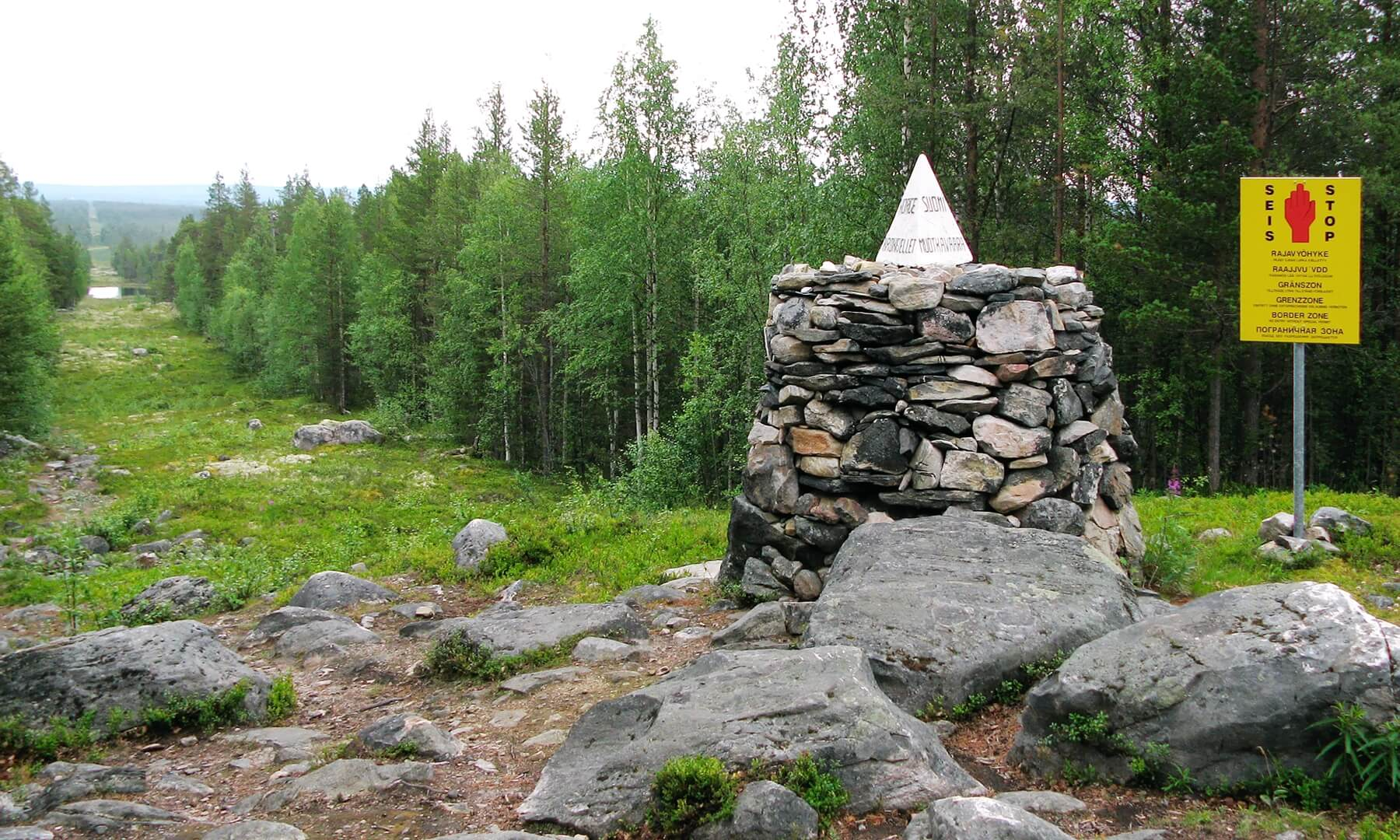
Treriksröset vid gränspunkten Finland-Norge-Ryssland, 2011.

Øvre Pasviks nationalpark (nordsamiska: Báhčaveaji Álbmotmeahcci), är en norsk nationalpark i Finnmark fylke. Den ligger i ett urskogs- och våtmarksområde som sträcker sig till gränsen mot Finland och Ryssland och treriksröset, där de tre ländernas gränser möts. I området finns också Pasvik naturreservat och Gjøkvassnesets naturreservat och Øvre Pasvik landskapsvernområde. Nationalparken upprättades 1970 och utvidgades 2003. På den finländska sidan av gränsen finns Vätsäri ödemarksområde i Enare kommun och på den ryska Pasvik Zapovednik i Petsamo. Nationalparken ingår i Pasvik–Enare trilaterala naturskyddsområde.
Nationalparken omfattar områden som är en del av den sibiriska taigan. Området består av glesa tallskogar med få och låga höjder med många små vattendrag och myrar. Geologin präglas av gnejs, som ger en näringsfattig jordmån. Klimatet är inlandsaktigt med föga nederbörd och med kalla och torra vintrar.

## Flora och fauna
Øvre Pasvik nationalpark domineras av orörd tallskog med många döda och nedfallna träd. Det finns 190 registrerade växtarter. Pasvikdalen har Norges tätaste björnbestånd. Järv och mårdhund finns i området, samt även ovanliga arter som lappnäbbmus och skogslämmel.
Fågellivet består framför allt av taigans arter, som salskrake, sidensvans, tallbit och lavskrika.

## Kulturminnen
Det har hittats spår av mänsklig bosättning från tidig stenålder. Under perioden 500–1800 fanns det samisk bosättning i området. Samerna trängdes efterhand undan av norsk bofast jord- och skogsbruksbefolkning. Jakt var viktig för de båda etniska grupperna, och man har funnit flera djurgravar.